# Gare de Thorez
La gare de Thorez  (en ukrainien : Торез (станція)) est une gare du Réseau ferré de Donestk située dans la ville de Tchystiakove en Ukraine.

## Situation ferroviaire
Elle est reliée aux gares de Tchornoukhin, Ilovaïsk, Veztchinska.

## Histoire
Elle fut mise en service en 1904. Elle porte le nom de Maurice Thorez.